# Black Russian
En Black Russian er en drink, der indeholder 3/5 vodka og 2/5 Kahlúa (i følge Kahlúa-flaskens mærkat) eller anden kaffelikør. Ifølge International Bartenders Association er blandingsforholdet 5 dele vodka og 2 dele kaffelikør.
Denne kombination dukkede første gang op i 1949 og tilskrives Gustave Tops, en belgisk bartender, der skabte det på Hotel Metropole i Bruxelles til ære for Perle Mesta, daværende amerikanske ambassadør i Luxembourg. Cocktailen har navn efter vodkaen, som er en typisk russisk spiritus, og den sorte kaffelikør.